# Sección sindical
Una sección sindical es el conjunto de trabajadores de un centro de trabajo o de toda una empresa que estén afiliados a un mismo sindicato.
La Sección Sindical es la unidad organizativa básica del sindicato.

## El Derecho a constituir Secciones Sindicales
Está reconocido en la Ley Orgánica de Libertad Sindical (L.O.L.S.), en su artículo 8.1, que dice: “Los trabajadores afiliados a un sindicato podrán, en el ámbito de la empresa o centro de trabajo: Constituir Secciones Sindicales de conformidad con lo establecido en los Estatutos del Sindicato”.
Se define también en dicha Ley el ámbito en que pueden constituirse las Secciones Sindicales, la empresa. Las secciones sindicales tienen una serie de derechos:
“Las Organizaciones Sindicales, en el ejercicio de la libertad sindical tienen derecho al ejercicio de la actividad sindical en la empresa o fuera de ella, que comprenderá, en todo caso, el derecho a la negociación colectiva, al ejercicio del derecho de huelga, al planteamiento de conflictos Individuales y colectivos y a la presentación de candidaturas para la Elección de Comités de Empresa y Delegados de Personal”.
1. Los trabajadores afiliados a un sindicato podrán, en el ámbito de la Empresa o centro de trabajo:
  1. Constituir Secciones Sindicales de conformidad con lo establecido en los Estatutos del Sindicato.
  2. Celebrar reuniones, previa notificación al Empresario, recaudar cuotas y distribuir información sindical.
  3. Recibir la información que le remita su Sindicato.
2. Sin perjuicio de lo que se establezca mediante convenio colectivo, las Secciones Sindicales de los sindicatos más representativos y de los que tengan representación en los comités de empresa y en los órganos de representación tendrán los siguientes derechos:
  1. Con la finalidad de facilitar la difusión de aquellos avisos que puedan interesar a los afiliados al sindicato y a los trabajadores en general, la empresa pondrá a su disposición un tablón de anuncios que deberá situarse en el centro de trabajo y en lugar donde se garantice un adecuado acceso al mismo de los trabajadores.
  2. A la negociación colectiva, en los términos establecidos en su legislación específica.
  3. A la utilización de un local adecuado en el que puedan desarrollar sus actividades en aquellas empresas o centros de trabajo con más de 250 trabajadores.

## Estructura de una Sección Sindical
Cada Sindicato, de acuerdo con su norma estatuaria y Reglamento es libre de diseñar la estructura y funcionamiento de sus Secciones Sindicales.
No existe norma vigente que límite este aspecto de la Libertad Sindical. Sólo el respeto a los principios democráticos y la coherencia con el proyecto sindical que representan, son las coordenadas en que se enmarca su existencia.
“la ley no ha recogido ninguna exigencia específica sobre la estructura organizativa interna y el modelo de funcionamiento del sindicato, sino que ha conferido esta misión, así como la de velar por la democracia interna a los Estatutos Sindicales”

### Secciones sindicales
Son los órganos deliberantes, consultivos y ejecutivos, en el ámbito del centro de trabajo. Corresponde a ellas, de manera esencial, el despliegue de la Acción Sindical.
- Su creación se ajustará a lo establecido en la legislación vigente y en los estatutos, en ellas se encuadrarán la totalidad de los afiliados de cualquier categoría profesional y naturaleza de vínculo con la Administración o la Empresa, dentro de su ámbito.

- Independientemente al número de trabajadores en un mismo centro, los afiliados, cualquiera que sea su número, podrán constituir la Sección Sindical, quedando únicamente a lo previsto en la legislación vigente, el que puedan disponer de delegado o delegados Sindicales, con garantía y crédito horario.

- En cada Sección Sindical se elegirá su órgano representativo, en asamblea de afiliados de su ámbito. El citado órgano deberá elegir un secretario, en quien, preferentemente recaerá la condición de Delegado Sindical si hubiese lugar, y tantos vocales como se estime necesario.

- Una vez constituida la Sección Sindical y elegidos sus representantes, se levantará acta de dicho acto y se trasladará a la Unión Provincial correspondiente, en cuya Secretaria General se tomará nota del hecho y se notificará a la Oficina Publica correspondiente y, una vez registrada en dicha oficina, se dará traslado igualmente, al representante responsable de la Empresa.

La L.O.L.S. no hace referencia alguna al número mínimo de afiliados para constituir una Sección Sindical.

## Funciones
- Las Secciones Sindicales tendrán un comité formado por un secretario que preferentemente ostentará la condición de delegado Sindical y tantos vocales como se estime oportuno.
- El Comité de la Sección Sindical debe funcionar y trabajar en equipo. Sus principales cometidos podrían ser:
- Información a los afiliados y al resto de los trabajadores de su centro de trabajo de toda la gestión que se haga con la patronal a fin de solucionar los posibles conflictos.
- Información directa a los afiliados de los planteamientos emanados como información interna desde su Sector.
- Información a los órganos de gobierno de su Sector provincial.
- Potenciar la afiliación al sindicato de su centro de trabajo.
- Conocer el estado de la empresa o centro de trabajo en los aspectos económico-social, de organización del trabajo, de seguridad e higiene y de servicios.
- Elaborar las plataformas reivindicativas de acuerdo con las pretensiones de los compañeros del centro de trabajo y la plataforma general para las negociaciones que emanan del sindicato.
- Conocer y dar a conocer a los afiliados la legislación laboral básica.
- Participar activamente en la vida del sindicato.
- Negociar en la empresa o centro de trabajo por medio de los Comités o Juntas directamente sola o en unión con otras Secciones Sindicales de su ámbito.
- Ser un canal de información recíproca entre el sindicato y los afiliados.